# Kanchenjunga
El Kanchenjunga (anomenat també Kanchajunga, Kanchajanga, Kinchijunga, Kangchenjunga, Kangchen Dzö-nga, Kanchendzonga o Kangchanfanga) és un cim de l'Himàlaia, situat a la frontera entre l'Índia i el Nepal, entre el districte de Taplejung, a l'est del Nepal, i l'estat indi de Sikkim. És el tercer cim més alt del món, amb una alçada de 8.586 metres.
El seu nom significa "els cinc tresors de la neu", ja que té cinc cims:
| Nom del cim                     | Alçada(m) |
| ------------------------------- | --------- |
| Kanchenjunga                    | 8,586     |
| Kanchenjunga Oest (Yalung Kang) | 8,505     |
| Kanchenjunga del Mig            | 8,482     |
| Kanchenjunga Sud                | 8,494     |
| Kanbachen                       | 7,903     |

Fins al 1852, va ser considerat el cim més alt del planeta, però els càlculs fets el 1849 pel Great Trigonometric Survey britànic van convertir l'Everest en el més alt i el Kanchenjunga el tercer.
La muntanya és considerada sagrada per la gent de Sikkim, per la qual cosa quan el 25 de maig de 1955 George Band i Joe Brown aconsegueixen fer el cim per primera vegada es van aturar a pocs metres d'aquest en senyal de respecte. Aquest costum s'ha respectat per la major part d'expedicions posteriors.

## Ascensions

Kangchenjunga 3D

- 1905 - Primera temptativa per part d'una expedició liderada per Aleister Crowley. Quatre morts. Arriben als 6.500 m.
- 1929 - Una expedició alemanya arriba als 7.400 m.
- 1930 - El suís Gunter O. Dyhrenfurth arriba al Jongsong Peak, a 7.483 m.
- 1931 - Paul Bauer arribà als 7.700 m.
- 1955 - El 25 de maig, George Band i Joe Brown aconsegueixen fer el cim per primera vegada.
- 1978 - Primera ascensio del cim sud (Kanchenjunga II) per part d'una expedició polonesa.
- 1983 - Primera ascensió en solitari i sense oxigen del francès Pierre Beghin.
- 1986 - Primera ascensió hivernal, l'11 de gener, per part de Krzysztof Wielicki i Jerzy Kukuczka amb una expedició polonesa.
- 1986 - Primera ascensió catalana i espanyola, el 24 d'octubre, per part de Josep Permañé amb una expedició de les comarques de Girona.
- 1991 - Marija Frantor i Joze Rozman intenten la primera ascensió femenina, però els seus cossos són trobats davall la paret abans del cim.
- 1992 - Wanda Rutkiewicz mor després d'haver renunciat a tornar arrere a causa del mal temps.[1]
- 1998 - Ginette Harrison es converteix en la primera dona a ascendir-lo.